# 佐藤麻衣子 (スキー)
佐藤 麻衣子（さとう まいこ、1980年12月12日 - ）は、日本のフリースタイルスキー（ハーフパイプ）選手である。尾瀬スノースポーツクラブ所属。大阪府大阪市出身。

## 経歴
高校時代にスキーを初体験し、地元・大阪のように雪の降らない地方にもスキーの楽しさを伝えたいという思いからスキーのインストラクターを目指す。インストラクター資格取得後の2005年に、インストラクターとして指導をしていた場所の近くにハーフパイプ施設ができ、エアパフォーマンスを行う選手を観て衝撃を受け、自身もハーフパイプ競技を行うようになる。
2007年から国内大会で戦績を戦績をあげ、2008年頃より様々な世界大会に出場。2011年、フランス・ラプラーニュで開催されたフリースタイルスキー・ワールドカップでは女子ハーフパイプ競技で9位に入った。